# 荒井聰
荒井 聰（あらい さとし、1946年〈昭和21年〉5月27日 - ）は、日本の政治家、農林水産官僚（農業土木技官）。立憲民主党所属。学校法人札幌慈恵学園理事長。報道等では荒井 聡の表記も用いられる。
衆議院議員（8期）、国家戦略担当大臣、内閣府特命担当大臣（経済財政政策、消費者及び食品安全）、内閣総理大臣補佐官（鳩山由紀夫内閣）、衆議院内閣委員長、衆議院災害対策特別委員長、衆議院沖縄及び北方問題に関する特別委員長、議院決算行政監視委員長、民主党北海道総支部連合会代表、日本新党代表幹事（初代）、原子力問題調査特別委員会野党筆頭理事等を歴任。
札幌商業高等学校の教員等を経て学校法人札幌慈恵学園を創設した荒井龍雄は父。札幌新陽高等学校元校長、東明館学園理事長で衆議院議員の荒井優は息子。自民党歴代総理の「影の指南役」、「昭和の最後にして最大の黒幕」と呼ばれた四元義隆は岳父であり、政界引退時には師として挙げている。

## 来歴

### 生い立ち
北海道石狩郡当別町生まれ。小学生のころ父が他界し、母子家庭で育つ。札幌市立豊平小学校、札幌市立八条中学校、北海道札幌南高等学校、東京大学農学部農業工学科卒業。1969年、大学を卒業し、後に岳父となる自民党歴代総理の指南役の四元義隆の勧めで、農林水産省に入省し、農業土木のダム設計の技官として、入省後も「国家の計は治水にある」と指導をうけた。1979年より外務省へ出向し、スリランカへ赴任。1986年、羽田孜農林水産大臣（当時）に命じられ、北海道庁へ出向。1991年から2年間、横路孝弘北海道知事（当時）の下で知事室長を務める。1993年退官。

### 政治家として

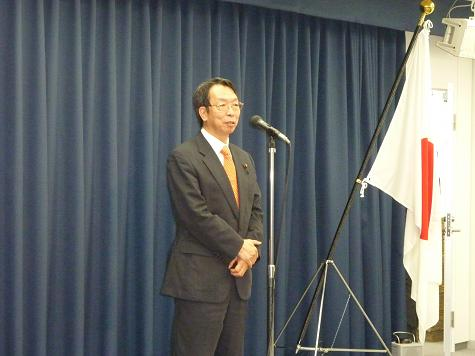
2010年6月1日、内閣府特命担当大臣（消費者及び食品安全担当）として消費者庁で職員への訓示を行う荒井

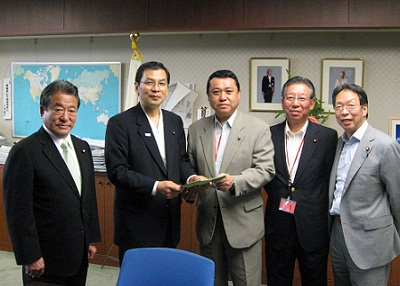
2011年8月1日、中央合同庁舎第三号館にて国土交通大臣大畠章宏（左から2人目）、国土交通副大臣三井辨雄（左端）、札幌市議会大都市行財政制度調査特別委員長桑原透（中央）、札幌市議会大都市行財政制度調査特別副委員長小須田悟士（右から2人目）と

同年、第40回衆議院議員総選挙に向け、岳父の四元義隆と当時の経団連会長であった平岩外四が政権交代可能な野党を育成するために熊本県知事を務めた細川護熙らによる「知事連合」を中心とした日本新党設立を支援した際、荒井自身も、当時北海道知事であった横路孝弘の国政転向を促した。日本新党公認（新党さきがけ推薦）で旧北海道1区から出馬し、初当選した。党役員人事により日本新党の初代代表幹事に就任。
1994年5月、荒井は前原誠司、枝野幸男、高見裕一らとともに、日本新党を離党。院内会派「民主の風」を結成。同年7月、「民主の風」メンバーとともに新党さきがけに入党し、政策調査会副会長に就任した。現職横路孝弘の不出馬に伴う北海道知事選挙で元日本社会党衆議院議員でありながら自由民主党の支援を受ける弁護士の伊東秀子を新党さきがけも支持したが、伊東は古巣である日本社会党や新進党、公明・民社協会が推薦した堀達也に敗れ、落選した。
1996年、党副院内幹事に就任。同年、新党さきがけを離党し旧民主党結党に参加。第41回衆議院議員総選挙で小選挙区比例代表並立制の導入に伴い、北海道3区から旧民主党公認で出馬したが、自民党の石崎岳に敗れ、次点で落選した。
1999年より2005年まで、北海学園北見大学開発政策研究所の特別研究員。
2000年の第42回衆議院議員総選挙で前回敗れた石崎を下し、4年ぶりに国政に復帰。
2003年の北海道知事選挙で衆議院議員を辞職して出馬した民主党・自由党・社会民主党が推薦する鉢呂吉雄を支持したが、鉢呂は高橋はるみに敗れた。また同年の札幌市長選挙で候補者が誰も法定得票の25%を獲得できなかったため再選挙が実施され、荒井は再選挙で上田文雄の選挙対策本部長を務めた（上田は再選挙で当選）。
第43回衆議院議員総選挙で石崎を破り、3選（石崎も比例復活）。
2005年の第44回衆議院議員総選挙で石崎に敗れるも、重複立候補していた比例北海道ブロックで復活し、4選。
2006年3月、PSE問題を巡る混乱を受けて結成された党・PSE法議員懇談会の会長に就任。同年3月31日、民主党代表の前原誠司が、堀江メール問題の責任をとり辞任を表明。前原の辞任に伴う代表選挙（4月7日実施）では菅直人の推薦人に名を連ねた。民主党国会対策委員長代理に起用される。
2007年、衆議院議員を辞職し、北海道知事選挙に民主・社民・新党大地推薦で出馬したが、現職の高橋はるみに敗れ、落選。
2009年の第45回衆議院議員総選挙で石崎に比例復活を許さない大差をつけ、国政に復帰（石崎は落選後、そのまま政界引退を表明した）。選挙後に発足した鳩山由紀夫内閣で内閣総理大臣補佐官に任命された。
2010年6月、菅直人内閣で内閣府特命担当大臣（経済財政政策・消費者及び食品安全）、「税財政の骨格や経済運営の基本方針等について企画立案及び行政各部の所管する事務の調整」の担当（国家戦略担当大臣）に任命され初入閣したが、自身の事務所費の不適切な支出を追及され、菅直人第1次改造内閣では再任されず、事実上更迭された。同年、衆議院内閣委員長に就任。
2011年8月26日、菅直人首相が民主党代表辞任を正式に表明。菅の辞任に伴う代表選挙（8月29日実施）では野田佳彦の推薦人に名を連ねた。
2012年、衆議院災害対策特別委員長に就任。同年12月16日の第46回衆議院議員総選挙で自民党新人の高木宏壽に敗れたが、重複立候補していた比例北海道ブロックで復活し、6選。同年12月25日に行われた代表選挙では海江田万里の推薦人に名を連ねた。12月27日、衆議院沖縄及び北方問題に関する特別委員長に就任。
2014年の第47回衆議院議員総選挙で高木に再び敗れたが、重複立候補していた比例北海道ブロックで復活し7選。
2016年7月29日、JR北海道は駅廃止や列車見直しによる経費節減、運賃値上げによる応分負担、上下分離方針の導入などを検討内容とする『「持続可能な交通体系のあり方」について』を公表、地方路線の整理廃止を加速させる意向を表明。ローカル路線を持つ道内各自治体に危機感が広がった。この事態を受け2016年8月2日、民進党北海道総支部連合会は「民進党北海道JR北海道路線維持対策本部」を8月3日に設置し、本部長を荒井とすることに決定した。同日、道議会民進党は「道議会民進党JR北海道路線維持対策プロジェクトチーム（三津丈夫座長）」を設置。以降、荒井は、道議会民進党JR北海道路線維持対策プロジェクトチームと連携して、党として北海道の鉄道路線維持の責を担うことになった。
2016年10月1日、父が創設した札幌慈恵学園の理事長に就任。
2016年10月24日、荒井が本部長を務める民進党北海道JR北海道路線維持対策本部は、JR北海道・北海道運輸局・北海道に対し要請行動を実施し、要請書を手渡した。要請行動の4日後の10月28日、高橋はるみ北海道知事は定例記者会見で、地域公共交通検討会議の下に鉄道ネットワークワーキングチームを設置すると発表した。
2017年の第48回衆議院議員総選挙で立憲民主党の北海道代表代行として高木との3度目の対決となる一騎打ちで挑み、8選を3期ぶりの小選挙区当選で決めると同時に高木の比例復活も阻止した。
2021年6月、年内に予定される第49回衆議院議員総選挙に出馬せず今季限りで政界を引退することを表明。立憲民主党北海道連は北海道3区に荒井の長男の優を擁立することを決めている。選挙の結果、優は小選挙区で高木に敗れたが比例復活で初当選した。
2022年春の叙勲で旭日大綬章を受章。

## 政策・主張
- 経済成長と財政再建の両立を目指している[31]。
- 財政再建による持続可能な社会保障制度をつくる（アベノミクス・増税先送りで財政破綻リスクが高まり、見送り財源の1.3兆円のしわ寄せは年金・社会保障・医療の削減に向かう。消費税10%増税の先送り期限を明示し、低所得層への軽減措置を講じる）[32]。
- 解釈改憲による集団的自衛権行使に反対（平和憲法を守り、調停外交を確立する）[32]。
- 派遣労働全面解禁を阻止（同一労働同一賃金、教育・チャンスの平等）[32]。
- 2030年代原発ゼロへあらゆる政策資源投入（40年廃炉ルールの厳格運用、電力システム改革によるエネルギー地産地消、再生エネルギー導入促進・蓄電池技術開発）[32]。
- 巨大与党に対抗する中道リベラル勢力の再結集（平和国家日本、健全な議会制民主主義）の実現[32]。
- 総理大臣の靖国神社参拝問題について「ドイツ大統領が『ヒットラーのお墓参りをします』と言ってるのに等しい行為で世界に波紋を呼んでおり、日本の国益を考え暗澹たる想いである」と述べている[33]。
- 選択的夫婦別姓制度の導入に賛同[34][35]。

## 議員連盟・所属団体
- たばこ産業政策議員連盟[36]
- 民主党日本ベラルーシ友好議員連盟（会長 2012年5月 - ）[9]
- 公共事業チェック議員の会（会長 2012年6月 - ）[9]
- 国会事故調の提言を実現・法制化する超党派議員連盟（共同会長 2012年8月 - ）[9]
- 拉致議連（副会長）[37]
- 子ども被災者支援議員連盟（会長）[37]
- アイヌ政策を推進する議員の会（世話人）[37]
- 地域コミュニティ再生議員連盟（副会長）[37]
- 公共事業チェック議員の会（会長）[37]
- 2020年東京オリンピック・パラリンピック大会推進議連[37]
- スキー議員連盟（副会長）[37]
- テニス議員連盟（会長代行）[37]
- 民主党港湾振興議員連盟（副会長）[37]
- 民主党森林環境政策議員懇談会（副会長）[37]
- 民主党税理士制度推進議員連盟（副会長）[37]
- 民主党トラック議員連盟（副会長）[37]
- 民主党バス議連（顧問）[37]

## 政治資金
- 2010年、自身の政治団体「荒井さとし政治活動後援会」が2002年11月から約7年間、荒井の知人が居住する東京都府中市のマンションを事務所とし家賃や人件費相当の経費として6年間で約4,200万円を計上していた。これについて赤澤亮正衆院議員は100万円単位で領収書不正の疑惑があるが公開していないと批判している[38][39][40]。

## 選挙歴
| 当落 | 選挙                   | 執行日         | 年齢 | 選挙区      | 政党         | 得票数     | 得票率 | 定数 | 得票順位 /候補者数 | 政党内比例順位 /政党当選者数 |
| ---- | ---------------------- | -------------- | ---- | ----------- | ------------ | ---------- | ------ | ---- | ------------------ | ---------------------------- |
| 当   | 第40回衆議院議員総選挙 | 1993年07月18日 | 47   | 旧北海道1区 | 日本新党     | 13万7014票 | 11.57% | 6    | 4/12               | /                            |
| 落   | 第41回衆議院議員総選挙 | 1996年10月20日 | 50   | 北海道3区   | 旧民主党     | 5万1479票  | 24.95% | 1    | 2/5                | /                            |
| 当   | 第42回衆議院議員総選挙 | 2000年06月25日 | 54   | 北海道3区   | 民主党       | 9万6653票  | 40.48% | 1    | 1/4                | /                            |
| 当   | 第43回衆議院議員総選挙 | 2003年11月09日 | 57   | 北海道3区   | 民主党       | 11万4131票 | 46.79% | 1    | 1/3                | /                            |
| 比当 | 第44回衆議院議員総選挙 | 2005年09月11日 | 59   | 北海道3区   | 民主党       | 12万5445票 | 43.74% | 1    | 2/3                | 2/3                          |
| 落   | 北海道知事選挙         | 2007年4月8日   | 60   | ――          | 無所属       | 98万1994票 | 33.8%  | 1    | 2/3                | /                            |
| 当   | 第45回衆議院議員総選挙 | 2009年08月30日 | 63   | 北海道3区   | 民主党       | 18万6081票 | 60.88% | 1    | 1/3                | /                            |
| 比当 | 第46回衆議院議員総選挙 | 2012年12月16日 | 66   | 北海道3区   | 民主党       | 6万4599票  | 26.96% | 1    | 2/5                | 2/2                          |
| 比当 | 第47回衆議院議員総選挙 | 2014年12月14日 | 68   | 北海道3区   | 民主党       | 8万5591票  | 36.46% | 1    | 2/4                | 2/2                          |
| 当   | 第48回衆議院議員総選挙 | 2017年10月22日 | 71   | 北海道3区   | 旧立憲民主党 | 14万1680票 | 54.36% | 1    | 1/2                | /                            |

## 著書
- 荒井聡『まっすぐ駆ける : 荒井さとし対談集』「荒井さとし」出版記念会、1994年11月28日。
- 荒井さとし（編）、1995年6月30日『まっすぐ駆ける : 対談集 part 2』ぎょうせい。